# Dorig Le Voyer
Dorig Le Voyer (né Dorrick Levoyer le 8 mars 1914 à Paris et mort le 12 juin 1987 à Auray) est un facteur d'instruments breton. Avec Polig Monjarret, il fait partie des fondateurs de la Bodadeg ar Sonerion, dont il sera le premier pourvoyeur d'instruments.

## Biographie
Son activité de facteur commence, dès le début des années trente, dans le cadre de la création à Paris, par Hervé Le Menn, de la Kenvreuriezh ar Viniaouerien (KAV ;  littéralement « Confrérie des Biniouistes Breton ») association au sein de laquelle il sera, dès sa fondation en 1932, particulièrement actif. Dorig Le Voyer se forme par tâtonnement, aidé par un facteur de hautbois parisien, mais sans bénéficier des conseils de fabricants traditionnels.  
Membre du mouvement breton d'art Ar Seiz Breur, il commence en 1932 la fabrication de la grande cornemuse écossaise appelée binioù braz (litt. "grande cornemuse"). D'abord à deux bourdons (1 ténor et 1 basse) appelée biniou nevez (litt. "nouveau binioù", par opposition au binioù kozh, "binioù ancien"), elle se dote rapidement, comme les écossaises, d'un troisième bourdon (ténor). Après son stage à Paris auprès d'un facteur de hautbois, il s'installe à Rennes puis à Ploërmel, où il fabrique des binioù kozh en séries et bombardes au son puissant, destinés notamment à être jouées au sein des bagadoù. Mais submergé par l'afflux de commandes, il doit se résigner à abandonner la cornemuse pour se consacrer uniquement à la bombarde, qu'il produit à partir de grosses règles d'ébène importées de Mozambique. Les recherches qu'il mène, les choix organologiques qu'il opère à cette période (par exemple, l'emploi du Si bémol comme tonalité unique des bombardes, l'adoption d'échelles "modernes" sur les instruments ou encore, un peu plus tard la mise à l'écart de la veuze) vont influencer le mouvement breton pendant des décennies.
Pendant la Seconde Guerre mondiale, il est le musicien des Bagadoù Stourm et forme avec Polig Monjarret un couple binioù-bombarde . En 1943, à Rennes, il créa avec cinq Bretons la Bodadeg ar Sonerion (BAS) ou "Assemblée des sonneurs de Bretagne". L'association rencontre un succès immédiat en ces années d'Occupation. Il en est le président de 1943 à 1963 et le principal fournisseur de cornemuses et de bombardes. Pendant la guerre, il réalise également plusieurs veuzes en buis (à Rochefort en Terre puis Ploërmel), et dans la méthode de binioù qu'il publie en 1945, essaie de promouvoir l'instrument. De 1975 à 1983, en collaboration avec Roland Becker, il apporte ses derniers perfectionnements aux instruments du bagad. D'une part, à la bombarde en y augmentant le nombre de clés (réb, la, lab et sol) ; d'autre part, à la cornemuse écossaise (binioù braz) en y adoptant des bourdons en do.